# Terra di conquista (film 1987)
Terra di conquista è un film del 1987, diretto dal regista Uri Barbash.